# Molophilus pengana
Molophilus pengana är en tvåvingeart som beskrevs av Günther Theischinger 1992. Molophilus pengana ingår i släktet Molophilus och familjen småharkrankar. Inga underarter finns listade i Catalogue of Life.